# Djuptjärnen (Orsa socken, Dalarna, 681820-146085)
Djuptjärnen är en sjö i Orsa kommun i Dalarna och ingår i Dalälvens huvudavrinningsområde.